# Kepler-452b
Kepler-452b (en planet som ibland citeras vara Jorden 2.0 eller Jordens kusin) är en exoplanet som ligger i omloppsbana kring G-klass-stjärnan Kepler-452. Planeten upptäcktes och identifierades av Keplerteleskopet och dess upptäckt publicerades den 23 juli 2015. Man tror sig ha hittat vatten på Kepler 452b vilken kan tyda på att det kan finnas liv på planeten. Fyndet av vatten gör även planeten intressant för framtida utforskning då man idag tror sig att planeten kan bibehålla liv som vi på jorden kan relatera till, och dessutom skulle planeten vara en bra kandidat för framtida kolonier för människan.
Kepler 452b är den första potentiella steniga superjord-planeten som upptäckts och kretsar inom den beboeliga zonen för en stjärna som liknar solen. Då Kepler-452b ligger 1400 ljusår bort från jorden är det omöjligt för människor att ta sig dit med dagens (2019) teknik. Med rymdsonden New Horizons med en fart av 59 000 kilometer i timmen skulle det ta 26 miljoner år att ta sig dit.